# Nebojša Krupniković
Nebojša Krupniković (* 15. August 1973 in Požega, SFR Jugoslawien) ist ein ehemaliger serbischer Fußballspieler im offensiven Mittelfeld.

## Karriere
Mit acht Jahren beginnt  Krupniković in Arilje, einem Dorf in Zentralserbien (südöstlich von Belgrad) mit dem Kicken. Mit 14 wird er in einer Regionalauswahl von einem Scout von Roter Stern Belgrad entdeckt. Er geht mit seiner zwei Jahre älteren Schwester Snezana in die Hauptstadt und dort weiter zur Schule. Mit 18 unterschreibt er seinen ersten Profivertrag bei Roter Stern, „für 800 Mark im Monat“.Krupniković begann seine Profikarriere 1992 bei Roter Stern Belgrad. Während der Saison 1992/1993 wechselte er zu FK Radnički Belgrad, spielte dann von 1994 bis 1995 bei Panionios Athen, bevor er 1995 zu Roter Stern Belgrad zurückkehrte. 1997 wechselte er zu Standard Lüttich, ging allerdings noch während derselben Saison zu Gamba Osaka. In der Saison 1998/1999 spielte Krupniković für SC Bastia, wechselte dann zu OFK Belgrad, bevor er während der Saison 1999/2000 zum Zweitligisten Chemnitzer FC kam. Während der Saison 2000/2001 wechselte er innerhalb der 2. Bundesliga zu Hannover 96. 2002 gehörte er zu den Stammspielern der Aufstiegsmannschaft unter Trainer Ralf Rangnick. 
Bis 2005 spielte Krupniković mit Hannover in der Bundesliga. Zur Saison 2005/06 wechselte Krupniković zunächst in der Bundesliga zu Arminia Bielefeld, da er sich mit Hannover nicht über die Konditionen eines neuen Vertrags einig wurde. In Bielefeld unterschrieb er zwar einen Zweijahresvertrag, kam jedoch nur zu wenigen Einsätzen, da er wegen einer Systemumstellung im Spiel der Ostwestfalen im Konzept von Arminen-Trainer von Heesen keine Rolle mehr spielte. So wechselte er bereits nach einem halben Jahr in der Winterpause 2006 erneut und ging nach Japan in die J. League zum Erstligisten JEF United Ichihara Chiba. Im Januar 2007 kehrte er jedoch nach Ostwestfalen zurück, er schloss mit dem SC Paderborn 07 einen Vertrag bis Saisonende ab. Der wurde im Mai 2007 bis 2009 verlängert. Nach dem Zweitligaabstieg der Paderborner im Mai 2008 ließ Krupniković seine Karriere beim polnischen Drittligisten Puszcza Niepołomice auslaufen.
Der von Fans „Kruppe“ oder „Krupi“ genannte Linksfuß bestach teilweise durch seine Gefährlichkeit in Standardsituationen, besonders bei Freistößen. Er galt zudem als Spielgestalter und beeindruckte durch seine Auslandserfahrungen.

## Statistik
Bundesligaspiele: 88 (80 für Hannover 96, 8 für Arminia Bielefeld), Bundesligatore: 21 (18 für Hannover 96, 3 für Arminia Bielefeld)
Spiele in der 2. Bundesliga: 67 (38 für den Chemnitzer FC, 29 für den SC Paderborn 07), Tore in der 2. Bundesliga: 11 (9 für den Chemnitzer FC, 2 für den SC Paderborn 07)

## Erfolge
- Meister und Pokalsieger mit Roter Stern Belgrad
- Aufstieg mit Hannover 96 in die 1. Bundesliga